# Do You Believe in Shame?
Do You Believe in Shame? is een nummer van de Britse band Duran Duran uit 1989. Het is derde single van hun vijfde studioalbum Big Thing.

## Achtergrondinformatie
Het nummer is hommage aan drie overleden vrienden van de band: producer Alex Sadkin, kunstenaar Andy Warhol en Simon Le Bons jeugdvriend David Miles. Le Bon heeft sindsdien gezegd dat dit nummer het eerste deel is van een trilogie van nummers geschreven als eerbetoon aan Miles. De andere nummers zijn "Ordinary World" en "Out of My Mind". 
"Do You Believe in Shame?" bereikte een bescheiden 30e positie in het Verenigd Koninkrijk. Ook werd het een klein hitje in Ierland en Italië. In Nederland haalde de plaat een 12e positie in de Tipparade.

## Tracklijst
- 7"

1. "Do You Believe in Shame?" – 4:23
2. "The Krush Brothers LSD Edit" – 3:30

- 12"

1. "Do You Believe in Shame?" – 4:23
2. "The Krush Brothers LSD Edit" – 3:30
3. "Notorious" (live) – 4:06 [live in Ahoy Rotterdam, 7 mei 1987]
4. "Drug (It's Just a State of Mind)" – 4:18

- Cd-single

1. "Do You Believe in Shame?" – 4:25
2. "The Krush Brothers LSD Edit" – 3:32
3. "God (London)" – 1:40
4. "This Is How a Road Gets Made" – 0:49
5. "Palomino" – 3:30
6. "Drug" (original version) – 4:18
7. "Notorious" (live) – 4:06 [live in Ahoy Rotterdam, 7 mei 1987]